# SBI 홀딩스

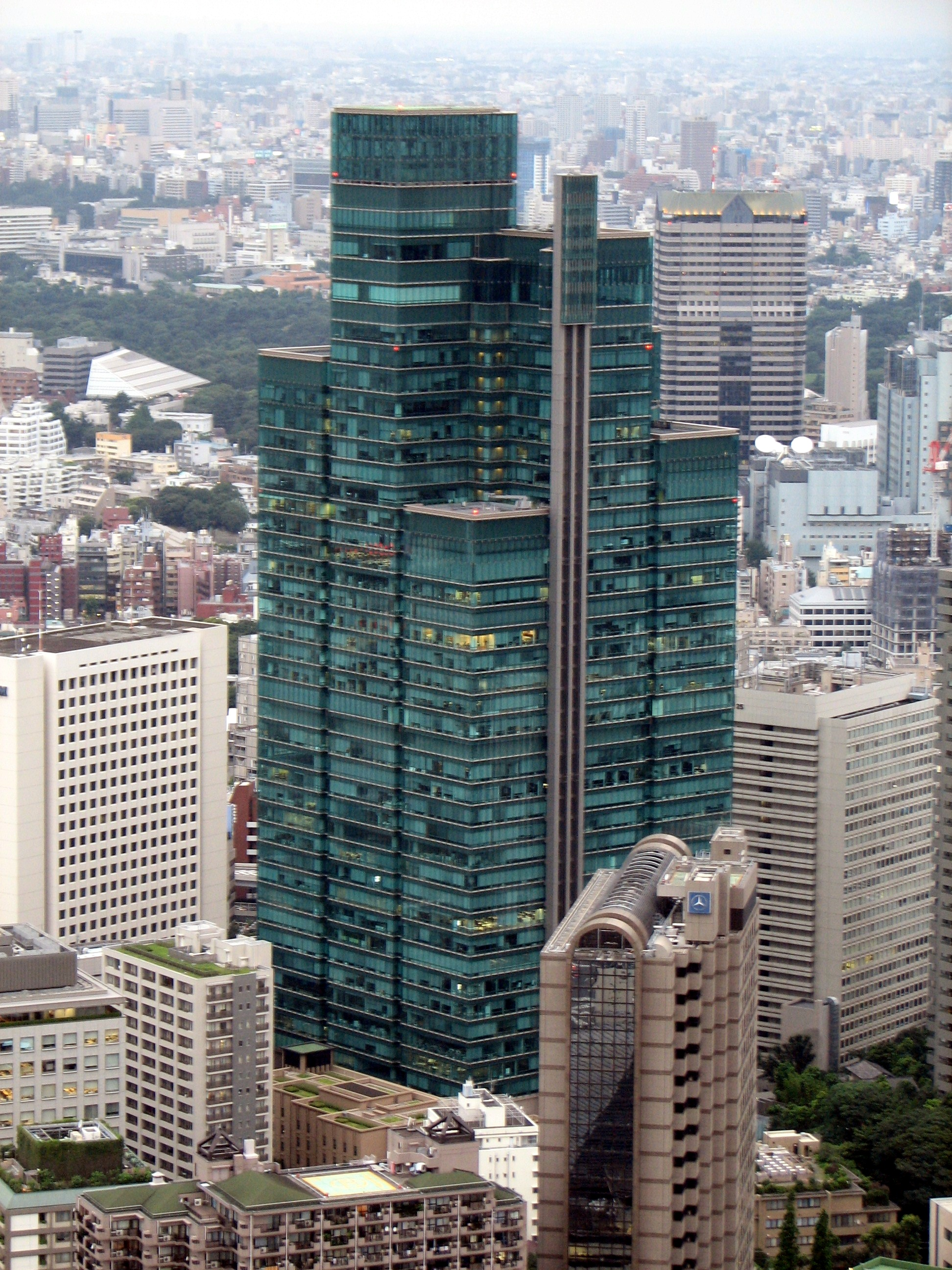
SBI 홀딩스의 본사가 소재하고 있는 이즈미 가든 타워 전경.

SBI 홀딩스(일본어: SBIホールディングス)는 일본의 금융지주회사이다. 일반적인 상호의 SBI는 SBI홀딩스가 1999년 소프트뱅크 그룹의 투자로 설립되었기 때문에 통상적으로 영문 풀네임인 "SoftBank Investment"의 약어로 보여졌다. 그러나 소프트뱅크의 지분 매각으로 2005년 그룹에서 이탈한 뒤 "Strategic Business Innovator"의 약칭이라고 설명하고 있다. 소프트뱅크는 가지고 있던 SBI홀딩스 지분을 2006년 완전히 매각하였지만 여전히 협력 관계를 유지하고 있다. 한국에는 2003년 진출하였으며 2013년 현대스위스저축은행을 인수한 뒤 SBI저축은행으로 이름을 바꾸었다.

## 여담
SBI 홀딩스의 한국 측 자회사인 SBI저축은행에서 광고할 때 바빌론, 중금리 관련 광고도 많이 내보낸 적이 있던 것으로 드러나고 있다. 유튜브, 네이버TV 등의 영상을 보면 SBI저축은행 관련 광고도 많이 내보내는 특이 사항을 두고 있다.

## 같이 보기

### 일반 주제
- 소프트뱅크 그룹
- 골드만삭스

### 관련 인물
- 다사카 히로시
- 나쓰노 다케시
- 모토키 마사카즈